# Mistrzostwa Europy w Zapasach 1910
Mistrzostwa Europy w zapasach 1910, były 9. edycją nieoficjalnych mistrzostw Europy w zapasach (styl klasyczny), które odbyły się w węgierskim Budapeszcie w dniach 28 lutego - 2 marca 1910. Zawodnicy rywalizowali w trzech kategoriach wagowych.

## Medaliści
| Kat. wagowa | Złoto                 | Srebro         | Brąz               |
| ----------- | --------------------- | -------------- | ------------------ |
| –70 kg      | Max Beeskow           | Karel Halík    | Rezső Somogyi      |
| –85 kg      | Jacob van Westrop     | Anders Ahlgren | Harald Christensen |
| +85 kg      | Hans Heinrich Egeberg | Anton Schmitz  | Josef Bechyne      |

## Tabela medalowa
| Poz. | Państwo               |   |   |   | Łącznie |
| ---- | --------------------- | - | - | - | ------- |
| 1    | Dania                 | 1 | 0 | 1 | 2       |
| 2    | Holandia              | 1 | 0 | 0 | 1       |
| 2    | Cesarstwo Niemieckie  | 1 | 0 | 0 | 1       |
| 4    | Bohemia               | 0 | 1 | 1 | 2       |
| 5    | Cesarstwo Austriackie | 0 | 1 | 0 | 1       |
| 5    | Szwecja               | 0 | 1 | 0 | 1       |
| 7    | Węgry                 | 0 | 0 | 1 | 1       |